# Paul Pallath
Mons. Paul Pallath (* 7. června 1959, Ezhacherry) je indický kněz syrsko-malabarské katolické církve a relátor Kongregace pro blahořečení a svatořečení.

## Život
Narodil se 7. června 1959 v Ezhacherry, jako první dítě Augustina a Mariakutty Pallathových.
Studoval na St. John's LP School v Ezhacherry, na Sacred Heart Upper Primary School v Ramapuramu a na St. Augustine's High School ve stejném městě. Poté nastoupil do nižšího semináře Good Shepherd v Palai. Dále pokračoval ve studiu filosofie a teologie na Papežském institutu filosofie a teologie Alwaye v Kerale. Dne 3. ledna 1987 byl vysvěcen na kněze.
Po vysvěcení byl jmenován kaplanem farnosti svatého Jana Nepomuckého v Kozhuvanalum, kde působil až do roku 1989. Poté se stal sekretářem biskupa Josepha Pallikaparampila. Roku 1989 byl poslán na studia do Říma, kde roku 1991 získal na Papežském východním institutu licenciát z východního kanonického práva a roku 1994 doktorát ve stejném oboru. Od 14. října 1994 do 14. května 1995 byl kaplanem Nemocnice sv. Filipa Neriho v Římě.
Dne 15. května 1995 se stal úředníkem Kongregace pro bohoslužbu a svátosti. Od tohoto roku byl členem liturgické komise pro Svatý rok 2000. Roku 1997 získal na Papežské lateránské univerzitě doktorát z latinského kanonického práva.
Dne 13. listopadu 1999 mu papež Jan Pavel II. udělil titul Kaplan Jeho Svatosti.
V letech 2003-2004 byl profesorem na Papežském východním institutu.
Dne 1. října 2011 jej papež Benedikt XVI. jmenoval úředníkem Tribunálu Římské roty a dne 11. listopadu 2011 mu papež udělil titul Prelát Jeho Svatosti. Dne 10. července 2012 byl povýšen na vedoucího úřadu Tribunálu Římské roty.
Dne 16. září 2013 jej papež František jmenoval relátorem Kongregace pro blahořečení a svatořečení.
Je autorem 22 knih v angličtině, němčině a italštině a recenzentem více než 60 knih.

## Dílo
- The Synod of Bishops of Catholic Oriental Churches, Mar Thoma Yogam, Řím 1994
- Catholic Eastern Churches: Heritage and Identity (edited), Mar Thoma Yogam, Řím 1994
- Church and Its Most Basic Element (edited), Herder Editrice e Libreria, Řím 1995
- Pope John Paul II and the Catholic Church in India (edited) Mar Thoma Yogam, Řím 1996
- Local Episcopal Bodies in East and West,OIRSI, Kottayam 1997
- La Liturgia eucaristica della Chiesa siro-malabarese, Edizioni Messaggero Padova, Padova 2000
- Important Roman Documents concerning the Catholic Church in India, OIRSI, Kottayam 2004
- The Provincial Councils of Goa and the Church of St Thomas Christians, OIRSI, Kottayam 2005
- The Grave Tragedy of the Church of St Thomas Christians in India and the Apostolic Mission of Sebastiani, HIRS Publications, Changanassery 2006
- The Eucharistic Liturgy of the St Thomas Christians and the Synod of Diamper, OIRSI, Kottayam 2008
- Matrimonio tra cristiani indiani: il rito nella Chiesa siro-malabarese, Urbaniana University Press, Città del Vaticano 2009
- The Catholic Church in India, OIRSI, Kottayam 2010
- Iniziazione cristiana nella Chiesa siro-malabarese: liturgia, teologia, storia e riforma, Urbaniana University Press, Città del Vaticano 2011
- Origin of the Southist Vicariate of Kottayam: Acts and Facts, OIRSI, Kottayam 2011
- Venerable Mar Thomas Kurialacherry: The Man and His Vision, Cenacle Publications, Aluva 2012
- Roman Pontifical into Syriac and the Beginning of Liturgical Reform in the Syro-Malabar Church: History of the Revision and publication of the Chaldean and Syro-Malabar Pontifical, OIRSI, Kottayam 2012
- Constitution of Syro-Malabar Hierarchy: A Documental Study, HIRS Publications, Changanacherry 2014
- Unity of Christian Initiation with Special Reference to the Syro-Malabar Church, Dharmaram Publications, Bangalore 2006
- Rome and Chaldean Patriarchate in Conflict: Schism of Bishop Rokos in India, HIRS Publications, Changanacherry 2017
- Restoration and Reform of Syro-Malabar Missal: Important Documents from 1954 to 1969, HIRS Publications, Changanacherry 2018
- Vicariate Apostolic of Verapoly and the St Thomas Christians in 1867: Kuriakose Elias Chavara Unworthy of Episcopate?, Dharmaram Publications, Bengaluru 2018
- The Liturgical Heritage of the Syro-Malabar Church: Shadows and Realities, HIRS Publications, Changanacherry 2019